# Даріуш Ковалюк
Даріуш Ковалюк (пол. Dariusz Kowaluk; нар. 16 квітня 1996) — польський легкоатлет, який спеціалізується у бігу на короткі дистанції.

## Із життєпису
Олімпійський чемпіон у змішаному естафетному бігу 4×400 метрів (2021). Виступав у попередньому забігу, перемога в якому була здобута з новим рекордом Європи в цій дисципліні (3.10,44).
Фіналіст (5-е місце) Олімпійських Ігор у чоловічій естафеті 4×400 метрів (2021).
Бронзовий призер Універсіади у чоловічій естафеті 4×400 метрів (2019).
Срібний призер чемпіоната Європи серед молоді у чоловічій естафеті 4×400 метрів (2017).
Чемпіон Польщі в естафеті 4×400 метрів просто неба (2018) та у приміщенні (2018, 2019).
Тренується під керівництвом польського спеціаліста Анджея Волковицького (пол. Andrzej Wołkowycki).

## Основні міжнародні виступи
| Рік  | Змагання                       | Місто       | Місце            | Дисципліна        | Примітки         |
| ---- | ------------------------------ | ----------- | ---------------- | ----------------- | ---------------- |
| 2015 | Чемпіонат Європи серед юніорів | Ескільстуна | 2пф3             |                   |                  |
| 2015 | 4×400 м                        |             |                  |                   |                  |
| 2017 | Чемпіонат Європи серед молоді  | Бидгощ      | 1пф6             | 400 м             |                  |
| 2017 | 2                              | 4×400 м     |                  |                   |                  |
| 2018 | Чемпіонат Європи               | Берлін      | 2заб5            | 400 м             |                  |
| 2018 |                                | 4×400 м     | [a]              |                   |                  |
| 2019 | Чемпіонат Європи в приміщенні  | Глазго      |                  | 4×400 м           | Відео на YouTube |
| 2019 | Світові естафети               | Йокогама    | 2ф7              | 4×400 м           |                  |
| 2019 | Універсіада                    | Неаполь     | 3пф3             | 400 м             |                  |
| 2019 | 3                              | 4×400 м     | Відео на YouTube |                   |                  |
| 2021 | Світові естафети               | Хожув       | 3заб3            | 4×400 м           |                  |
| 2021 | Олімпійські ігри               | Токіо       | 1                | 4×400 м (змішана) | [a]              |
| 2021 |                                | 4×400 м     | Відео на YouTube |                   |                  |

a  Виступав у забігу